# Euroligue féminine de basket-ball 2005-2006
Navigation
Saison précédente Saison suivante
L’Euroligue 2005-2006 est la saison 2005-2006 de l’Euroligue féminine. Cette compétition qui met aux prises les meilleurs clubs de basket-ball du continent européen a été remportée par Brno.

## Équipes participantes et groupes
| Groupe A Mondeville France Valence Espagne Pécs Hongrie Samara Russie Namur Belgique Prague République tchèque | Groupe B Sopron Hongrie Ekaterinbourg Russie Schio Italie Bourges France Gdynia Pologne Brno République tchèque | Groupe C Košice Slovaquie Cracovie Pologne Dynamo Moscou Russie Vilnius Lituanie Naples Italie Valenciennes France |

## Déroulement
L’édition 2005-2006 met aux prises 18 équipes (l’édition précédente en comprenait 21). Lors du premier tour, ces dix-huit équipes sont divisées en trois groupes de six. Les cinq premiers de chaque groupes sont qualifiés pour un Top 16, ainsi que le meilleur sixième. La FIBA avait hésité à reconduire ce système en début de saison. À la suite de la demande du club russe d’Ekaterinbourg de participer (trois clubs russes étaient donc qualifiés) puis du club polonais de Cracovie, 18 équipes ont été sélectionnées.

### 1ertour

#### Groupe A
| - 1re journée Prague - Mondeville : 57 - 75 Samara - Namur : 70 - 59 Valence - Pecs : 64 - 77 - 2e journée Mondeville - Valence : 81 - 67 Pecs - Samara : 80 - 68 Namur - Prague : 85 - 84 - 3e journée Samara - Mondeville : 74 - 61 Pecs - Namur :85 - 55 Valence - Prague : 80 - 78 - 4e journée Prague - Samara : 62 - 78 Mondeville - Pecs : 61 - 65 Namur - Valence : 62 - 77 - 5e journée Samara - Valence : 81 - 46 Mondeville - Namur : 93 - 82 Pecs - Prague : 73 - 58 |  | - 6e journée Mondeville - Prague : 89 - 81 Namur - Samara : 60 - 87 Pecs - Valence : 83 - 61 - 7e journée Valence - Mondeville : 76 - 73 Samara - Pecs : 60 - 43 Prague - Namur : 81 - 73 - 8e journée Mondeville - Samara : 49 - 83 Namur -Pecs : 60 - 68 Prague - Valence : 60 - 71 - 9e journée Samara - Prague : 89 - 71 Pecs - Mondeville : 76 - 67 Valence - Namur : 74 - 70 - 10e journée Valence - Samara : 58 - 59 Namur - Mondeville : 74 - 68 Prague - Pecs : 64 - 66 |

Classement
| Rang | Equipe     | Pts | J  | V | D | Bp  | Bc  | Diff |
| ---- | ---------- | --- | -- | - | - | --- | --- | ---- |
| 1    | Samara     | 19  | 10 | 9 | 1 | 749 | 589 | 160  |
| 2    | Pécs       | 19  | 10 | 9 | 1 | 716 | 618 | 98   |
| 3    | Valence    | 15  | 10 | 5 | 5 | 674 | 724 | -50  |
| 4    | Mondeville | 14  | 10 | 4 | 6 | 707 | 735 | -28  |
| 5    | Namur      | 12  | 10 | 2 | 8 | 680 | 787 | -107 |
| 6    | Prague     | 11  | 10 | 1 | 9 | 696 | 769 | -73  |

#### Groupe B
| - 1re journée Brno - Sopron : 96 - 71 Ekaterinbourg - Schio : 60 - 51 Bourges - Gdynia : 80 - 56 - 2e journée Sopron - Ekaterinbourg : 80 - 84 Schio - Bourges : 61 - 85 Gdynia - Brno : 62 - 81 - 3e journée Brno - Schio : 93 - 67 Bourges - Ekaterinbourg : 77 - 53 Gdynia - Sopron : 84 - 81 - 4e journée Sopron - Bourges : 86 - 74 Ekaterinbourg - Brno : 65 - 78 Schio - Gdynia : 72 - 96 - 5e journée Brno - Bourges : 72 - 58 Schio - Sopron : 87 - 90 Gdynia - Ekaterinbourg : 58 - 71 |  | - 6e journée Sopron - Brno : 94 - 92 Schio - Ekaterinbourg : 69 - 60 Gdynia - Bourges : 62 - 76 - 7e journée Ekaterinbourg - Sopron : 99 - 74 Bourges - Schio : 93 - 57 Brno - Gdynia : 94 - 60 - 8e journée Schio - Brno : 69 - 74 Ekaterinbourg - Bourges : 55 - 74 Sopron - Gdynia : 90 - 76 - 9e journée Bourges - Sopron : 89 - 69 Brno - Ekaterinbourg : 66 - 53 Gdynia - Schio : 79 - 81 - 10e journée Bourges - Brno : 73 - 67 Sopron - Schio : 78 - 63 Ekaterinbourg - Gdynia : 92 - 75 |

Classement
| Rang | Equipe        | Pts | J  | V | D | Bp  | Bc  | Diff |
| ---- | ------------- | --- | -- | - | - | --- | --- | ---- |
| 1    | Bourges       | 18  | 10 | 8 | 2 | 778 | 621 | 157  |
| 2    | Brno          | 18  | 10 | 8 | 2 | 813 | 672 | 141  |
| 3    | Sopron        | 15  | 10 | 5 | 5 | 816 | 844 | -28  |
| 4    | Ekaterinbourg | 15  | 10 | 5 | 5 | 692 | 702 | -10  |
| 5    | Gdynia        | 12  | 10 | 2 | 8 | 708 | 817 | -109 |
| 6    | Schio         | 12  | 10 | 2 | 8 | 657 | 808 | -151 |

#### Groupe C
| - 1re journée Cracovie - Naples : 58 - 69 Valenciennes - Dynamo Moscou : 73 - 64 Vilnius - Kosice : 65 - 61 - 2e journée Kosice - Cracovie : 71 - 88 Dynamo Moscou - Vilnius : 52 - 43 Naples - Valenciennes : 50 - 69 - 3e journée Dynamo Moscou - Kosice : 67 - 52 Valenciennes - Cracovie : 104 - 81 Vilnius - Naples : 88 - 44 - 4e journée Kosice - Valenciennes : 55 - 85 Cracovie - Vilnius : 55 - 71 Naples - Dynamo Moscou : 55 - 62 - 5e journée Dynamo Moscou - Cracovie : 68 - 58 Vilnius - Valenciennes : 79 - 75 Naples - Kosice : 72 - 58 |  | - 6e journée Naples - Cracovie : 73 - 63 Dynamo Moscou - Valenciennes : 56 - 80 Kosice - Vilnius : 56 - 71 - 7e journée Cracovie - Kosice : 69 - 57 Vilnius - Dynamo Moscou : 71 - 51 Valenciennes - Naples : 85 - 55 - 8e journée Kosice - Dynamo Moscou : 65 - 82 Cracovie - Valenciennes : 55 - 57 Naples - Vilnius : 81 - 69 - 9e journée Valenciennes - Kosice : 86 - 52 Vilnius - Cracovie : 80 - 67 Dynamo Moscou - Naples : 57 - 44 - 10e journée Cracovie - Dynamo Moscou : 65 - 72 Valenciennes - Vilnius : 68 - 61 Kosice - Naples : 67 - 81 |

Classement
| Rang | Equipe        | Pts | J  | V | D  | Bp  | Bc  | Diff |
| ---- | ------------- | --- | -- | - | -- | --- | --- | ---- |
| 1    | Valenciennes  | 19  | 10 | 9 | 1  | 782 | 608 | 174  |
| 2    | Vilnius       | 17  | 10 | 7 | 3  | 698 | 610 | 88   |
| 3    | Dynamo Moscou | 17  | 10 | 7 | 3  | 635 | 611 | 24   |
| 4    | Naples        | 15  | 10 | 5 | 5  | 628 | 681 | -53  |
| 5    | Cracovie      | 12  | 10 | 2 | 8  | 660 | 721 | -61  |
| 6    | Košice        | 10  | 10 | 0 | 10 | 594 | 766 | -172 |

### Huitièmes de finale.
Les huitièmes se déroulent au meilleur des trois matchs, le match d'appui éventuel se déroulant chez l'équipe recevant lors du premier match.
|                           | aller   | retour  | match-appui |
| Pecs - Gdynia :           | 85 - 55 | 66 - 79 | 71 - 47     |
| Brno - Mondeville :       | 62 - 44 | 92 - 58 |             |
| Vilnius - Naples :        | 71 - 62 | 62 - 52 |             |
| Dynamo Moscou - Valence : | 72 - 59 | 64 - 43 |             |
| Samara - Namur :          | 75 - 52 | 77 - 74 |             |
| Ekaterinburg - Sopron :   | 77 - 80 | 79 - 89 |             |
| Bourges - Cracovie :      | 77 - 69 | 68 - 53 |             |
| Valenciennes - Schio :    | 95 - 60 | 84 - 70 |             |

### Quart de finale
Les quarts se déroulent au meilleur des trois matchs, le match d'appui éventuel se déroulant chez l'équipe recevant lors du premier match.
|                          | aller   | retour  | match-appui |
| Valenciennes - Sopron :  | 92 - 55 | 74 - 69 |             |
| Bourges - Brno :         | 59 - 62 | 75 - 65 | 69 - 70     |
| Pecs - Vilnius :         | 79 - 66 | 70 - 79 | 59 - 63     |
| Samara - Dynamo Moscou : | 74 - 66 | 78 - 71 |             |

### Final Four
|  | Demi-finales             | Demi-finales             |          |    | Finale                  | Finale                  |
|  | Demi-finales             | Demi-finales             |          |    | Finale                  | Finale                  |
|  |                          |                          |          |    |                         |                         |
|  | Ven 31 mars 17:40 - Brno | Ven 31 mars 17:40 - Brno |          |    | Dim 2 avr. 17:40 - Brno | Dim 2 avr. 17:40 - Brno |
|  | Ven 31 mars 17:40 - Brno | Ven 31 mars 17:40 - Brno |          |    | Dim 2 avr. 17:40 - Brno | Dim 2 avr. 17:40 - Brno |
|  | Brno                     | 61                       |          |    | Dim 2 avr. 17:40 - Brno | Dim 2 avr. 17:40 - Brno |
|  | Brno                     | 61                       |          |    | Dim 2 avr. 17:40 - Brno | Dim 2 avr. 17:40 - Brno |
|  | Valenciennes             | 54                       |          |    | Dim 2 avr. 17:40 - Brno | Dim 2 avr. 17:40 - Brno |
|  | Valenciennes             | 54                       | Brno     | 58 |                         |                         |
|  | Ven 31 mars 20:10 - Brno |                          | Brno     | 58 |                         |                         |
|  |                          | Samara                   | 54       |    |                         |                         |
|  | Samara                   | Samara                   | 54       | 65 |                         |                         |
|  | Samara                   |                          |          | 65 |                         |                         |
|  | Vilnius                  | 63                       |          |    |                         |                         |
|  | Vilnius                  | 63                       | 3e place |    |                         |                         |
|  |                          |                          |          |    |                         |                         |
|  | Dim 2 avr. 15:00 - Brno  |                          |          |    |                         |                         |
|  |                          |                          |          |    |                         |                         |
|  | Valenciennes             | 77                       |          |    |                         |                         |
|  | Valenciennes             | 77                       |          |    |                         |                         |
|  | Vilnius                  | 62                       |          |    |                         |                         |
|  | Vilnius                  | 62                       |          |    |                         |                         |

### Meilleur cinq du Final Four
- Meneuse :   Kristi Harrower
- Arrière :   Katie Douglas
- Ailière :   Nykesha Sales (MVP)
- Intérieure :   Ann Wauters
- Pivot :   Maria Stepanova